# Вілфрід Ньйонто
Деньян Вілфрід Ньйонто (італ. Degnand Wilfried Gnonto, нар. 5 листопада 2003, Вербанія) — італійський футболіст, нападник англійського клубу «Лідс» і національної збірної Італії.

## Клубна кар'єра
Народився 5 листопада 2003 року в італійській Вербанії в родині вихідців з Кот-д'Івуару. Займався футболом у місцевих дитячих командах, а 2012 року перейшов до системи підготовки гравців міланського «Інтернаціонале».
Свій перший професійний контракт уклав у квітні 2020 року зі швейцарським «Цюрихом». У жовтні того ж року дебютував в іграх головної команди клубу. Став регулярно з'являтися на полі у її складі та загалом в рамках чемпіонату Швейцарії 2021/22 взяв участь у 26 іграх і забив один гол. Наступного сезону, який став для «Цюриха» чемпіонським, отримував ще більше ігрового часу і став автором 8 голів у 33 іграх.
1 вересня 2022 року приєднався до «Лідсу», підписавши п’ятирічний контракт за орієнтовну суму близько 4,5 мільйонів євро плюс бонус.

## Виступи за збірні
Перебуваючи в академії «Інтернаціонале», привернув увагу тренерів юнацьких збірних Італії. 2018 року дебютував в іграх за юнацьку збірну (U-16), загалом на юнацькому рівні взяв участь у 31 іграх, відзначившись 11 забитими голами.
Результативний юнак зацікавив тренерський штаб національної збірної Італії, і вже 4 червня 2022 року все ще 18-річний на той час гравець дебютував за головну збірну Італії, вийшовши на заміну у грі Ліги націй УЄФА проти Німеччини. За три дні, вже у наступній грі збірної у тому ж турнірі, вийшов на поле у її стартовому складі, а 14 червня, у своєму четвертому матчі, відзначився дебютним голом за національну команду.
| Дата      | Місто         | Господарі | Результат | Гості     | Турнір                               | Голи | Примітки |
| --------- | ------------- | --------- | --------- | --------- | ------------------------------------ | ---- | -------- |
| 4-6-2022  | Болонья       | Італія    | 1 – 1     | Німеччина | Ліга націй УЄФА 2022-2023 - 1-й етап | -    | 65'      |
| 7-6-2022  | Чезена        | Італія    | 2 – 1     | Угорщина  | Ліга націй УЄФА 2022-2023 - 1-й етап | -    |          |
| 11-6-2022 | Вулвергемптон | Англія    | 0 – 0     | Італія    | Ліга націй УЄФА 2022-2023 - 1-й етап | -    | 65'      |
| 14-6-2022 | Менхенгладбах | Німеччина | 5 – 2     | Італія    | Ліга націй УЄФА 2022-2023 - 1-й етап | 1    |          |
| 23-6-2022 | Мілан         | Італія    | 1 – 0     | Англія    | Ліга націй УЄФА 2022-2023 - 1-й етап | -    | 63'      |
| 26-6-2022 | Будапешт      | Угорщина  | 0 – 2     | Італія    | Ліга націй УЄФА 2022-2023 - 1-й етап | -    | 65'      |
| Усього    |               | Матчів    | 6         |           | Голів                                | 1    |          |

## Титули і досягнення
- Чемпіон Швейцарії (1):

«Цюрих»: 2021-2022